# Prailing
Prailing ist eine Ortschaft in der Gemeinde Klein St. Paul im Bezirk Sankt Veit an der Glan in Kärnten (Österreich). Die Ortschaft hat 64 Einwohner (Stand 1. Jänner 2024).

## Lage
Die Ortschaft liegt östlich des Gemeindehauptorts Klein St. Paul an den westlichen Hängen der Saualpe. Der Großteil der Ortschaft liegt auf dem Gebiet der Katastralgemeinde Prailing; die nördlichsten Häuser der Ortschaft liegen in der Katastralgemeinde Grünburg.
Im Ort werden folgende Hof- und Hüttennamen geführt: Peterl (Nr. 1), Gyrmer (Nr. 3), Ottenig/Otternig (Nr. 6), Perlassnig (Nr. 8), Muzelt (Nr. 10), Brenner (Nr. 11), Malessnig (Nr. 12), Sagoinig (Nr. 15), Robothbauer (Nr. 19), Prailinger (Nr. 20), Kaiser (Nr. 23), Steinbauer (Nr. 27), Schaffer (Nr. 30), Walner (Nr. 31), Oberer Greile (Nr. 33), Kurzrok (Nr. 34), Granihütte (Nr. 36), Ratoinigalm (Nr. 36a), Pichlerhütte/Bernle (Nr. 37), Wallnerhütte (Nr. 38), Grafenzeche (Nr. 39, 40).

## Geschichte
Die Gegend ist schon sehr lange besiedelt. Westlich des Hofs Prailinger befindet sich eine kleine, aber markante Wallburg.
Auf dem Gebiet der Steuergemeinde Prailing liegend, gehörte der damalige Ort Prailing in der ersten Hälfte des 19. Jahrhunderts zum Steuerbezirk Eberstein. Bei Gründung der Ortsgemeinden im Zuge der Reformen nach der Revolution 1848/49 kam Prailing an die Gemeinde Klein Sankt Paul. Die wenigen heute zur Ortschaft Prailing gehörenden Häuser, die auf dem Gebiet der Katastralgemeinde Grünburg liegen, gehörten in der ersten Hälfte des 19. Jahrhunderts zum Steuerbezirk Silberegg und wurden dann bis weit ins 20. Jahrhundert hinein als Teil der Ortschaft Grünburg betrachtet.

## Bevölkerungsentwicklung
Für die Ortschaft ermittelte man folgende Einwohnerzahlen:
- 1869: 21 Häuser, 184 Einwohner[2]
- 1880: 21 Häuser, 183 Einwohner[3]
- 1890: 22 Häuser, 161 Einwohner[4]
- 1900: 28 Häuser, 180 Einwohner[5]
- 1910: 26 Häuser, 139 Einwohner[6]
- 1923: 28 Häuser, 141 Einwohner[7]
- 1934: 154 Einwohner[8]
- 1961: 26 Häuser, 119 Einwohner
Diese Häuseranzahl schloss die Almhütten Grafencech (2 Häuser), Granihütte, Pichlerhütte und Wallnerhütte ein.[9]
- 2001: 32 Gebäude (davon 19 mit Hauptwohnsitz) mit 38 Wohnungen; 85 Einwohner und 10 Nebenwohnsitzfälle; 28 Haushalte; 3 Arbeitsstätten, 18 land- und forstwirtschaftliche Betriebe[10]
- 2011: 30 Gebäude, 77 Einwohner, 26 Haushalte, 3 Arbeitsstätten[11]
- 2021: 22 Gebäude, 60 Einwohner, 20 Haushalte, 11 Arbeitsstätten[12]